# مايكل والتز
مايكل جورج جلين والتز (مواليد 31 يناير 1974) هو سياسي أمريكي يخدم كمستشارًا للأمن القومي الأمريكي في ادارة الرئيس الامركي دونالد ترامب، تمت إقالته من المنصب في 1 مايو 2025 بعد التورط في تسريب معلومات تخص عمليات عسكرية تستهدف جماعة الحوثي باليمن عبر تطبيق سيجنال، بعد ذلك تم تعيينه سفيراً للولايات المتحدة الامريكية لدى الامم المتحدة، وهو عضو في الحزب الجمهوري

## الحياة المبكرة والتعليم
وُلِد والتز في بوينتون بيتش، فلوريدا، ونشأ في جاكسونفيل. حصل على درجة بكالوريوس آداب في الدراسات الدولية من معهد فرجينيا العسكري وتم تعيينه برتبة ملازم ثانٍ في الجيش الأمريكي.

## المسيرة المهنية
قالب:توسيع القسم
يمثل والتز الدائرة السادسة في فلوريدا، والتي تقع على الساحل الشرقي لفلوريدا وتمتد من الضواحي الجنوبية لجاكسونفيل إلى نيو سميرنا بيتش. تشمل الدائرة مدينة دايتونا بيتش. والتز هو بيريه مقاتل مزين بالأوسمة القتالية ولا يزال يخدم كعقيد في الحرس الوطني الأمريكي، كما أنه مستشار سابق للسياسة في البيت الأبيض والبنتاغون. وهو أول بيريه مقاتل يُنتخب إلى الكونغرس.
تخرج والتز بتقدير عالٍ كـ خريج متميز عسكري من معهد فرجينيا العسكري، وقد خدم أكثر من 26 عامًا في الجيش. بعد تعيينه ملازمًا في الجيش، تخرج من مدرسة رينجر وتم اختياره ليكون بيريه مقاتل،[متى؟] حيث خدم في جميع أنحاء العالم كضابط في القوات الخاصة مع عدة جولات في أفغانستان والشرق الأوسط وأفريقيا. تقديراً لأفعاله في القتال، تم تزيينه بأربع نجوم برونزية، بما في ذلك اثنتان للشجاعة.
عمل والتز في البنتاغون كمدير سياسة الدفاع لوزراء الدفاع دونالد رمسفيلد وروبرت غيتس. ثم انتقل للعمل في البيت الأبيض كمستشار لمكافحة الإرهاب لنائب الرئيس. كتب والتز كتاب "الدبلوماسي المحارب: معارك بيريه من واشنطن إلى أفغانستان."
في عام 2010، ساعد والتز في تأسيس شركة التحليلات والتدريب "ميتيس سوليوشنز". تم شراؤها في نوفمبر 2020 من قبل Pacific Architects and Engineers مقابل 92 مليون دولار.

## المواقف السياسية

### الحرب في أفغانستان
بعد أن روى قصة للجمهور في مؤتمر المؤتمر السياسي المحافظ 2017 حول فترة خدمته في أفغانستان خلال الإعلان العام عن سحب القوات في عهد أوباما، قال والتز عن الحرب في أفغانستان: "لذا، هل نحن في 15 عامًا؟ نعم. هل نحن في المزيد من القتال، وهل نحتاج إلى استراتيجية طويلة الأمد لتقويض أيديولوجية التطرف الإسلامي—تمامًا كما فعلنا مع الفاشية ومثلما فعلنا مع الشيوعية؟ نعم، نحن بحاجة لذلك. آه، وأنت تعلم، أعتقد أننا في طريق طويل، وأعتقد أن قيادة أمتنا بحاجة إلى البدء في إخبار الشعب الأمريكي، 'آسف، ليس لدينا خيار؛ نحن في 15 عامًا من ما سيكون حربًا متعددة الأجيال لأننا نتحدث عن هزيمة فكرة.' من السهل قصف دبابة؛ من الصعب جداً هزيمة فكرة، وهذا بالضبط ما يجب علينا القيام به." بعد بيانه، قاطع أحد أعضاء جمهور CPAC اللوحة، صرخ "هذا مستحيل".

### الصين
يعتبر والتز واحدًا من أكثر أعضاء الكونغرس تشددًا فيما يتعلق بالصين، قائلًا: "نحن في حالة حرب باردة مع الحزب الشيوعي الصيني." في عام 2021، كان أول عضو في الكونغرس يدعو إلى مقاطعة كاملة للألعاب الأولمبية الشتوية 2022 في بكين بسبب ما وصفه بإبادة الأويغور الصينيين واعتقالهم، والعبودية، والعمل القسري، ومعسكرات الاعتقال للأقليات العرقية في الصين.
يعمل والتز في مجموعة عمل الصين في مجلس النواب مع 15 من المشرعين الجمهوريين يمثلون 14 لجنة من السلطات لتنسيق السياسة بشأن الصين. تعاونت مجموعة العمل وأصدرت تقرير مجموعة عمل الصين. أصدرت مجموعة العمل تقريرًا نهائيًا يتضمن 82 نتيجة رئيسية وأكثر من 400 توصية مبتكرة للتعامل مع تهديد الصين.
في الكونغرس الـ116، رعى والتز مشروع قانون "قانون استكشاف المعادن الحرجة والابتكار الأمريكي لعام 2020" لتقليل اعتماد أمريكا على المصادر الأجنبية للمعادن الحرجة وإعادة سلسلة التوريد الأمريكية من الصين إلى أمريكا من خلال إنشاء برنامج للبحث والتطوير في المعادن الحرجة في وزارة الطاقة. تم توقيع القانون في القسم 7002 من القسم Z في مشروع قانون الاعتمادات للسنة المالية 21.
كما قام والتز بتطوير تشريعات لتأمين الجامعات الأمريكية والأكاديميات من التجسس الصيني. في عام 2020، حصل على تشريع يفرض متطلبات عالمية على جميع الوكالات للباحثين للإفصاح عن جميع مصادر التمويل الأجنبية في طلبات التمويل الفيدرالي. الفشل في ذلك سيؤدي إلى إنهاء دائم لجوائز البحث والتطوير للمحاضر أو المدرسة، ومنع دائم للمحاضرين الضارين، واتهامات جنائية.
علاوة على ذلك، وجه والتز وزارة الدفاع لتتبع برامج تجنيد المواهب الأجنبية التي تشكل تهديدًا للولايات المتحدة، خصوصًا استجابةً لجهود الحزب الشيوعي الصيني للتسلل إلى الجامعات الأمريكية.
كما رعى والتز تشريعًا لضمان عدم استثمار خطة ادخار التقاعد الفيدرالية (TSP) في الأسواق الصينية أو الروسية. بعد أسابيع، وجه الرئيس ترامب مجلس استثمار التقاعد الفيدرالي لعكس قرارهم بتوسيع استثمارات TSP.

## مجلس النواب الأمريكي

### الانتخابات

#### 2018
ترشح والتز لتمثيل الدائرة السادسة في فلوريدا في عام 2018 لخلافة الجمهوري الحالي رون ديسانتس، الذي تقاعد قبل أن يُنتخب حاكم فلوريدا. هزم جون وارد وفريد كوستيلو في الانتخابات التمهيدية الجمهورية. ثم واجه المرشحة الديمقراطية نانسي سودربيرغ، السفيرة السابقة لدى الأمم المتحدة ونائب مستشار الأمن القومي السابق، في الانتخابات العامة. فاز والتز بنسبة 56.31% من الأصوات مقابل 43.69% لسودربيرغ.

#### 2020
واجه والتز تحديًا من المرشح الديمقراطي كلينت كيرتس. حصل على 265,393 صوتًا (60.64%) مقابل 172,305 (39.36%) لكيرتس.

### فترة العضوية
أدى والتز اليمين في الكونغرس الأمريكي السادس عشر في 3 يناير 2019.
في أبريل 2020، انضم والتز إلى جهود استجابة الحرس الوطني لـ كوفيد-19 كعقيد في فريق التخطيط. في 6 نوفمبر 2020، خلال جائحة كوفيد-19، ثبتت إصابته بـ الفيروس.
في ديسمبر 2020، كان والتز واحدًا من 126 عضوًا جمهوريًا في مجلس النواب الذين وقعوا على مذكرة صديق لدعم تكساس ضد بنسلفانيا، وهي دعوى قضائية مقدمة إلى المحكمة العليا الأمريكية تتحدى نتائج الانتخابات الرئاسية 2020، حيث هزم جو بايدن الجمهوري الحالي دونالد ترامب. رفضت المحكمة العليا النظر في القضية على أساس أن تكساس تفتقر إلى الحق القانوني بموجب المادة الثالثة من الدستور للطعن في نتائج الانتخابات التي أجريت في ولاية أخرى. بعد ذلك بفترة قصيرة، سحب مجلس التحرير في أورلاندو سنتينل تأييده لوالتز في انتخابات 2020. كتبوا: "لم يكن لدينا أدنى فكرة، ولم يكن لدينا وسيلة لمعرفة في ذلك الوقت، أن والتز لم يكن ملتزمًا بالديمقراطية."
مع جميع الجمهوريين في مجلس الشيوخ والنواب، صوت والتز ضد قانون خطة الإنقاذ الأمريكية لعام 2021.
في 19 مايو 2021، صوت والتز ضد التشريع الذي ينشئ تشكيل لجنة 6 يناير التي تهدف إلى التحقيق في اقتحام الكابيتول الأمريكي.
في 29 يوليو 2024، تم الإعلان عن والتز كأحد سبعة أعضاء جمهوريين في فريق عمل ثنائي الحزب للتحقيق في محاولة اغتيال دونالد ترامب.

#### السياسة الخارجية
في عام 2020، صوت والتز لصالح قانون تفويض الدفاع الوطني (NDAA) لعام 2021، الذي يمنع الرئيس من سحب الجنود من أفغانستان دون موافقة الكونغرس.
في أغسطس 2021، دعا والتز الرئيس بايدن إلى عكس مساره بشأن الحرب في أفغانستان.[بحاجة لمصدر] في عام 2010، ساعد والتز في تأسيس شركة ميتيس سوليوشنز، وهي مقاول دفاعي "توفر تحليلاً استراتيجياً، ودعماً استخباراتياً، وتدريباً"، ولديها مكاتب في أرلينغتون، فيرجينيا؛ وتامبا، فلوريدا؛ وأبوظبي، الإمارات العربية المتحدة؛ وكابول، أفغانستان. باع والتز ميتيس سوليوشنز في عام 2020.
بينما دعم في البداية أوكرانيا بعد بدء الغزو الروسي في فبراير 2022، أشار إلى أن وجهات نظره قد تطورت إلى موقف أقل دعمًا في عام 2024. في 2024، صوت ضد عدة مشاريع قوانين لدعم أوكرانيا.

#### الخدمة العسكرية
صوت والتز لإدراج أحكام لتجنيد النساء في NDAA لعام 2022.

#### الهجرة
صوت والتز لصالح قانون الاعتمادات الموحدة (H.R. 1158)، الذي يعيق فعليًا قوات الهجرة والجمارك من التعاون مع وزارة الصحة والخدمات الإنسانية لاحتجاز أو إزالة رعاة الأطفال الأجانب غير المصحوبين.[بحاجة لمصدر]

#### حقوق المثليين
في 19 يوليو 2022، صوت والتز و46 ممثلًا جمهوريًا آخر لصالح قانون احترام الزواج، الذي سيكرس حق الزواج من نفس الجنس في القانون الفيدرالي.

#### انتخابات الرئاسة 2024
أيد والتز دونالد ترامب في الانتخابات التمهيدية للحزب الجمهوري 2024.

#### قانون المسؤولية المالية لعام 2023
كان والتز من بين 71 جمهوريًا الذين صوتوا ضد تمرير قانون المسؤولية المالية لعام 2023 في مجلس النواب.

### العضويات في اللجان
لـ الكونغرس الثامن عشر:
- لجنة خدمات القوات المسلحة
  - اللجنة الفرعية لموظفي القوات المسلحة
  - اللجنة الفرعية للاستعداد (رئيس)
  - اللجنة الفرعية للقوات الاستراتيجية
- لجنة الشؤون الخارجية
  - اللجنة الفرعية للهند-الباسيفيك
  - اللجنة الفرعية للرقابة والمساءلة
- لجنة الرقابة والمساءلة بمجلس النواب الأمريكي
  - لجنة فرعية للرقابة بمجلس النواب الأمريكي للنمو الاقتصادي، سياسة الطاقة، والشؤون التنظيمية
- اللجنة الدائمة للاستخبارات
  - اللجنة الفرعية لوكالة الاستخبارات المركزية
  - اللجنة الفرعية لوكالة الأمن القومي والفضاء السيبراني

### العضويات في الكتلة
يعد والتز عضوًا في الكتل التالية الكتل النيابية الأمريكية.
- الكتلة الأفغانية في الكونغرس
- التحالف الأمريكي لمواجهة الفيضانات[بحاجة لمصدر]
- كتلة الجيش[54]
- كتلة موانئ فلوريدا[55]
- كتلة من أجل الوطن (نائب رئيس ومؤسس مشارك)[56][57][58]
- الكتلة الكردية الأمريكية[59]
- الكتلة النيابية للأداء الرياضي وصناعة السيارات[60]
- اللجنة الجمهورية للدراسة[61]
- الكتلة النيابية للقوات الخاصة (رئيس مشارك)[62]
- الكتلة النيابية لبناء السفن[63]
- الكتلة النيابية لسنغافورة[64]
- الكتلة النيابية لتايوان[65]
- الشراكة الجمهورية للشارع الرئيسي[66]
- كتلة النساء، السلام والأمن (WPS)[67]
- الكتلة النيابية للبلوك تشين[68]

## الحياة الشخصية
لوالتز ابنة مراهقة وهو متزوج من جوليا نيشيوات، وهي محاربة قد خدمت في إدارات بوش وأوباما وترامب، وكانت مؤخرًا مستشارة الأمن الداخلي لترامب. يمتلك والتز ونيشيوات أيضًا طفلًا معًا. ويعيشان في مقاطعة سانت جون.

## الكتب
- المواطن المحارب: معارك جندي المارينز من واشنطن إلى أفغانستان. (ردمك 1612346316).
- فجر الشجاعة: السلسلة 1 - الكتاب 9. (ردمك 1955550093).

## الروابط الخارجية
- الموقع الرسمي لكونغرس جون ميتل والتز نسخة محفوظة 3 مايو 2021 على موقع واي باك مشين.
- مايكل والتز للكونغرس
- Biography at the Biographical Directory of the United States Congress
- Profile at Vote Smart
- Financial information (federal office) at the Federal Election Commission
- Legislation sponsored at the مكتبة الكونغرس
- مرات الظهور على سي-سبان

| Unrecognised parameter قالب:US House succession box | Unrecognised parameter قالب:US House succession box | Unrecognised parameter قالب:US House succession box |
| ترتيب الأسبقية للولايات المتحد (احتفالية)           | ترتيب الأسبقية للولايات المتحد (احتفالية)           | ترتيب الأسبقية للولايات المتحد (احتفالية)           |
| --------------------------------------------------- | --------------------------------------------------- | --------------------------------------------------- |
| سبقه جيف فان درو                                    | ممثلو الولايات المتحدة حسب الأقدمية 283rd           | تبعه جينيفر ويكستون                                 |

1. ↑  "مايك والتز، رئيس مجموعة الهند، سيكون مستشار الأمن القومي لترامب". www.ndtv.com (بالإنجليزية). Archived from the original on 2024-12-12. Retrieved 2024-11-12.